# 穆斯塔法·卡米勒

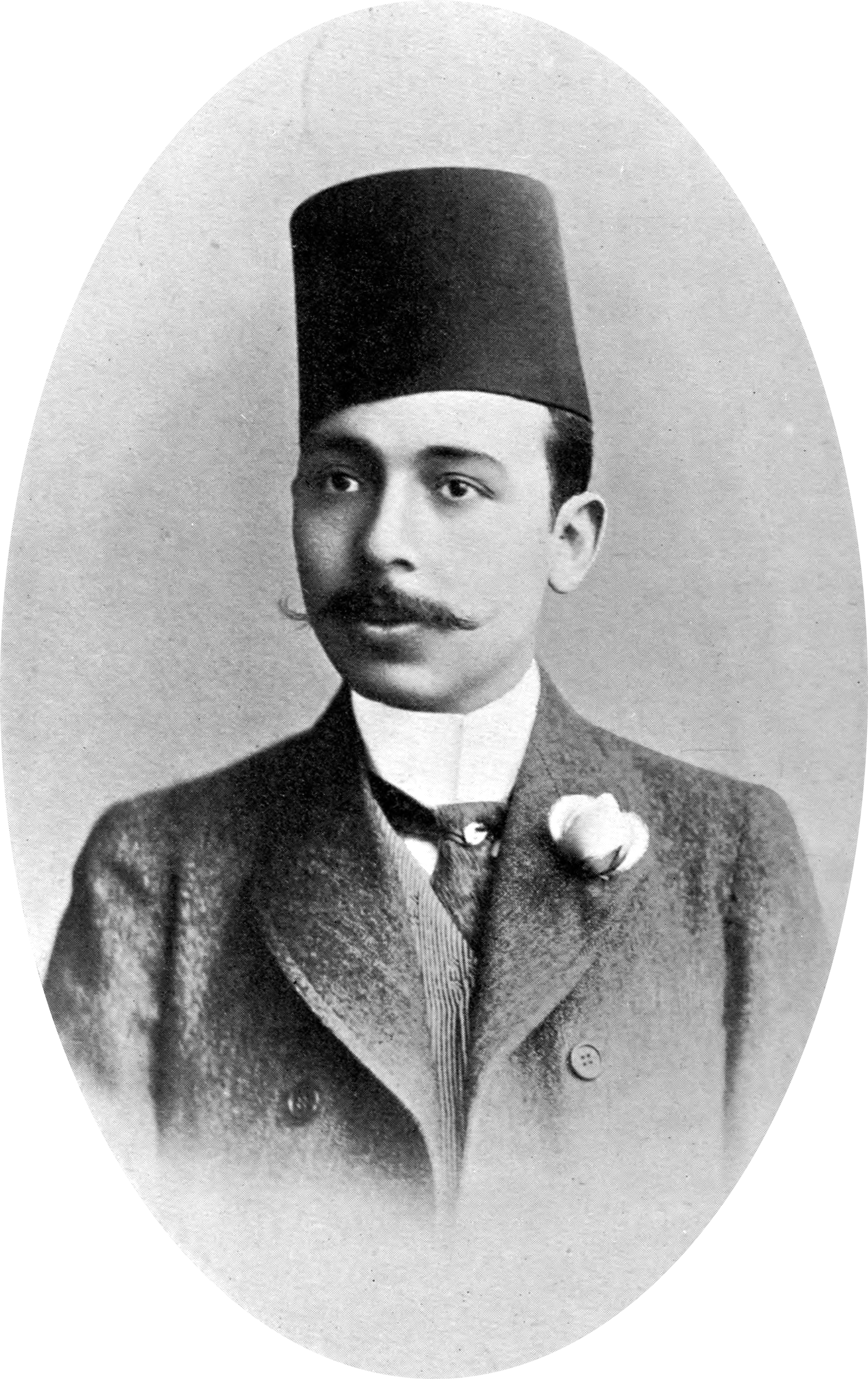
穆斯塔法·卡米勒

穆斯塔法·卡米勒（阿拉伯语： مصطفى كامل,IPA：[mosˈtˤɑfɑ ˈkæːmel]，1874年8月14日—1908年2月10日）是埃及律师、记者和埃及獨立運動人士。穆斯塔法·卡米勒的父亲是一名工程师。穆斯塔法·卡米勒曾在開羅和圖盧茲大學法學院學習。後來創辦旗幟報。1893年1月，當時還在學校就讀的穆斯塔法·卡米勒率领一群学生搗毀了报纸穆卡塔姆的办公室，這是一家支持英国占领埃及的報紙。 當時埃及赫迪夫阿拔斯二世·希尔米帕夏反對英國控制埃及，穆斯塔法·卡米勒則非常支持阿拔斯二世·希尔米帕夏的做法。 穆斯塔法·卡米勒最終因病去世。